# Disiamylboran
Disiamylboran (systematický název (bis(1,2-dimethylpropyl)boran, zkrácený vzorec Sia2BH) je organoboran používaný v organické syntéze k hydroboracím-oxidacím koncových alkynů za vzniku aldehydů proti Markovnikovovu pravidlu hydratací a následnou tautomerizací. Disiamylboran vykazuje větší selektivitu u koncových alkenů a alkynů než u těch vnitřních.
Disiamylboran se připravuje hydroborací 2-methylbut-2-enu pomocí diboranu. Reakce se v důsledku sterického napětí zastaví u sekundárního boranu.